# Ellinikó (Argolide)
Ellinikó, en grec moderne : Ελληνικό, est un village du dème d'Argos-Mycènes, district régional d'Argolide, en Grèce.
Selon le recensement de 2011, la population du village compte 378 habitants.